# محمد سوداني
محمد عبد الله سوداني لاعب كرة قدم موريتاني ، يلعب حالياً في نادي مستقبل قابس .
لعب سابقاً في نادي نواذيبو ودفاع تاجنانت ونادي الملعب التونسي ونادي اتحاد تطاوين ونادي الوطني ونادي مستقبل قابس ونادي اللواء .

## روابط خارجية
محمد سوداني على موقع قاعدة بيانات كرة القدم.إي يو (الإنجليزية)